# Penicillium klebahnii
Penicillium klebahnii är en svampart som beskrevs av Pitt 1980. Penicillium klebahnii ingår i släktet Penicillium och familjen Trichocomaceae.   Inga underarter finns listade i Catalogue of Life.